# Bali Airport
Bali Airport (franska: Aéroport de Bali) är en flygplats i Kamerun.   Den ligger i regionen Nordvästra regionen, i den västra delen av landet, 280 km nordväst om huvudstaden Yaoundé. Bali Airport ligger 1 362 meter över havet.
Terrängen runt Bali Airport är kuperad åt sydväst, men åt nordost är den platt. Trakten runt Bali Airport är tätbefolkad, med 266 invånare per kvadratkilometer. Närmaste större samhälle är Bamenda, 14,3 km nordost om Bali Airport. Trakten runt Bali Airport är en mosaik av jordbruksmark och naturlig växtlighet.